# Dypsis plurisecta
Dypsis plurisecta – gatunek palmy z rzędu arekowców (Arecales). Występuje endemicznie na Madagaskarze, w prowincji Toamasina. Prawdopodobnie ten gatunek wymarł, ponieważ nie był widziany od ponad 70 lat.
Rośnie w bioklimacie wilgotnym.